# Génissac
Génissac település Franciaországban, Gironde megyében. Lakosainak száma 2026 fő (2022. január 1.). Génissac Libourne, Arveyres, Cadarsac, Moulon, Nérigean és Tizac-de-Curton községekkel határos.

## Népesség
A település népességének változása:
| Lakosok száma | 1018 | 1127 | 1153 | 1507 | 1886 | 1922 | 1948 | 1987 | 1992 | 2026 |
|               | 1968 | 1982 | 1990 | 2006 | 2013 | 2015 | 2017 | 2019 | 2020 | 2022 |